# سامانثا تايلور
سامانثا تايلور هي مقدمة تلفزيونية كندية، ولدت في 1958 في تورونتو في كندا.

## وصلات خارجية
- سامانثا تايلور على موقع IMDb (الإنجليزية)